# Cirsotrema varicosa
Cirsotrema varicosa är en snäckart. Cirsotrema varicosa ingår i släktet Cirsotrema och familjen vindeltrappsnäckor. Inga underarter finns listade i Catalogue of Life.